# テキサス共和国

テキサス共和国
Republic of Texas

共和国の版図
黄：実効支配地域
緑：領土権係争地域。

テキサス共和国国旗 (1836 - 1839)

テキサス共和国国旗 (1839 - 1845)

テキサス共和国（テキサスきょうわこく、Republic of Texas）は、メキシコ合衆国のコアウイラ・イ・テハス州のうち現在の米国テキサス州の東部沿岸地方がテハス州として分離、その後独立して短期間（1836年 - 1845年）存在した共和国。米国への併合により消滅した。この出来事をテキサス併合という。

## 概要
1834年までに、テキサスにはスティーブン・オースティンの仲介によって約750世帯の米国人入植者があった。入植者らが起こしたアラモの戦いをはじめとするテキサス独立戦争の末、1836年にテキサス共和国が成立、初代大統領にはテキサス軍を指揮したサミュエル・ヒューストンが選ばれた。1837年にアメリカ合衆国の承認を得て、1837年にはフランス、その後他の欧州各国に承認された。
メキシコは、テキサスがその独立の根拠であるとするベラスコ条約自体が不当なものであるとして認めておらず、もちろん批准もしていなかった。メキシコ国内の世論は「テキサス奪還」が強く、テキサス共和国の米国との合併も回避したかったが、国内情勢が不安定なメキシコにとってはそのための態勢を取るには至らず、戦費を調達することもままならなかった。一方でイギリスとフランスの両国は、米国との合併をしないという条件のもとでテキサス共和国を承認するようメキシコに勧めた。特にイギリスは、アメリカとのオレゴン地域の領有権の争いに加えて、アメリカの国力増大を阻止したかった。イギリスとしては、テキサス共和国は綿花などの一次産品の供給地として、また自国の商品の供給先として、魅力があった。
テキサス併合はテキサス住民の総意であり、また米国が望むことでもあった。1845年に28番目の州として米国に併合され、翌年からの米墨戦争のきっかけとなった。

## 首都
- ハリスバーグ
- ワシントン・オン・ザ・ブラゾス
- ウエストコロンビア
- ヒューストン
- ヴェラスコ
- オースティン
- ガルベストン

## 政権の長

### テキサス革命期の知事
| 氏名                      | 就任      | 退任         |
| ------------------------- | --------- | ------------ |
| ヘンリー・スミス          | 1835年    | 1836年1月    |
| ジェームズ・W・ロビンソン | 1836年1月 | 1836年3月2日 |

### テキサス共和国大統領
| 氏名                        | 就任   | 退任   |
| --------------------------- | ------ | ------ |
| デイヴィッド・G・バーネット | 1836年 | 1836年 |
| サム・ヒューストン          | 1836年 | 1838年 |
| ミラボー・B・ラマー         | 1838年 | 1841年 |
| サム・ヒューストン          | 1841年 | 1844年 |
| アンソン・ジョーンズ        | 1844年 | 1846年 |